# Romet 777
Romet 777 – skuter sprzedawany w Polsce od 2007 pod marką Romet.

## Historia modelu
Dla skutera Romet 777 przewidziano kolory czarny, czerwono-czarny i seledynowo-biały. Posiada przedni hamulec sportowy-tarczowy, powiązany z ABS. Skuter był produkowany w dwóch wersjach: sport i classic.

## Dane techniczne
- Wymiary: 1840 mm x 690 mm x 1110 mm,
- Silnik: czterosuwowy, jednocylindrowy, chłodzony powietrzem,
- Pojemność: 49,5 cm³,
- Moc maksymalna: 2,4 kW (3,2 KM) przy 7000 obr./min.,
- Rozruch: elektryczny, nożny,
- Zapłon: elektroniczny CDI,
- Przeniesienie napędu: automatyczne, bezstopniowe,
- Prędkość maksymalna: 45 km/h,
- Pojemność zbiornika paliwa: 5 l,
- Hamulec przód/tył: tarczowy sportowy/ABS/bębnowy,
- Opony przód/tył: 120/70-12 120/70-12,
- Masa pojazdu gotowego do jazdy: 90 kg,
- Dopuszczalna ładowność: 150 kg,
- Amortyzator przód/tył: podwójny,
- Wyposażenie dodatkowe: alarm z pilotem, kufer.